# Эшколь
Эшколь (ивр. מועצה אזורית אשכול‎) — региональный совет на северо-западе пустыни Негев в Южном округе Израиля. Территория регионального совета лежит посередине между Ашкелоном и Беэр-Шевой и граничит на севере с сектором Газа, в то время как по восточной границе примыкает к территории регионального совета Бней-Шимон.

## Население
По статистическим данным Центрального статистического бюро Израиля население регионального совета на 2024 год составляет 15 679 человек.

## Транспорт
Автобусный маршрут № 379 связывает региональный совет Эшколь с Тель-Авивом, автобусный маршрут № 35 — с Беэр-Шевой. Маршруты выполняются компанией «Эгед Таавура».

## Кибуцы
- Беэри
- Эйн-ха-Шлоша
- Гвулот
- Маген
- Нир-Оз
- Нир-Ицхак
- Нирим
- Холит
- Керем-Шалом
- Кисуфим
- Реим
- Суфа
- Цеэлим
- Урим

## Мошавы
- Амиоз
- Эйн-ха-Бесор
- Декель
- Мивтахим
- Охад
- Пери-Ган
- Сде-Ницан
- Сдей-Авраам
- Тальмей-Элияху
- Тальмей-Йосеф
- Ятед
- Йеша
- Йевуль

## Общинные поселения
- Авешалом
- Цохар
- Шломит